# Мы должны помогать друг другу
«Мы должны помогать друг другу» (чешск. Musíme si pomáhat, англ. Divided We Fall) — чешский фильм 2000 года режиссера Яна Гржебейка. Был номинирован на премию Оскар как лучший фильм на иностранном языке.

## Сюжет
В оккупированной нацистами Чехословакии семья Чижеков — Йозеф и Мари, рискуя жизнью, укрывают у себя еврейского юношу Давида Винера, сбежавшего из концлагеря в Польше. Мари с одной стороны не упускает возможности обвинить своего мужа в том, что он привел в дом еврея, но с другой стороны, она милосердна и сочувствует несчастному ребенку, запертому в туалете днем и ночью. К паре периодически приходит сослуживец Йозефа Хорст — чешско-немецкий нацистский коллаборационист, женатый на немке. Однажды он пытается изнасиловать Мари. Ситуация усугубляется тем, что Хорст настаивает на том, чтобы Чижеки предоставили жилье его начальнику, убежденному нацистскому бюрократу. Мари вынуждена пойти на ложь, сказав, что беременна, но Йозеф бесплоден, и об этом известно Хорсту. Загнанный в угол Йозеф не придумывают ничего лучше, чем уговорить Мари зачать ребенка с Давидом, что они и делают.
Позиции немцев ослабевают, и Хорст смягчается к Чижекам. Более того, он спасает их от немецкой облавы.
Тем временем, у Мари начинаются схватки. Йозеф мечется в поисках доктора и спасает Хорста от расправы чешского Сопротивления, а Мари рожает сына.

## В ролях
| Актёр           | Роль                  |
| --------------- | --------------------- |
| Поливка, Болек  | Йозеф                 |
| Шишкова, Анна   | Мари                  |
| Кассаи, Чонгор  | Давид                 |
| Душек, Ярослав  | Хорст                 |
| Губа, Мартин    | Доктор Альбрехт Кепке |
| Пеха, Иржи      | Франтишек             |
| Сташова, Симона | Либуше                |
| Марек, Владимир | офицер СС             |

## Награды
Шесть призов Чешской академии кино и телевидения «Чешский Лев» 2000 — за фильм, режиссуру, сценарий, главные мужскую и женскую роли, а также премия критики